# Leptopelis rufus
Espèce
Statut de conservation UICN

 LC  : Préoccupation mineure
Leptopelis rufus est une espèce d'amphibiens de la famille des Arthroleptidae.

## Répartition
Cette espèce se rencontre dans le sud-est du Nigeria, dans l'ouest du Cameroun, en Guinée équatoriale, dans l'Ouest du Gabon, dans l'Ouest du République du Congo et dans l'ouest du Bas-Congo au République démocratique du Congo.
Sa présence est incertaine au Cabinda.

## Description

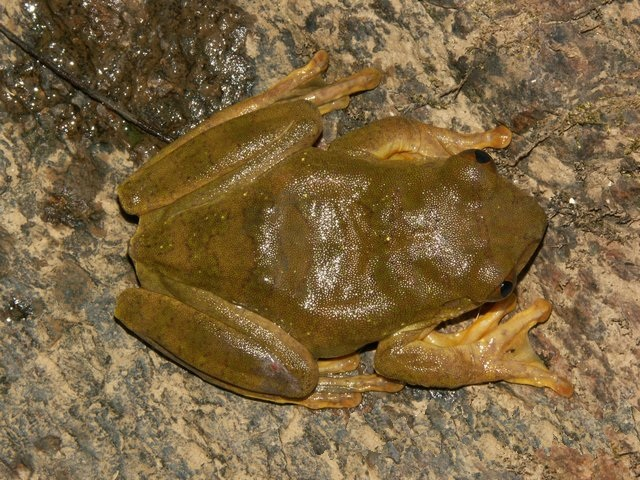
Leptopelis rufus

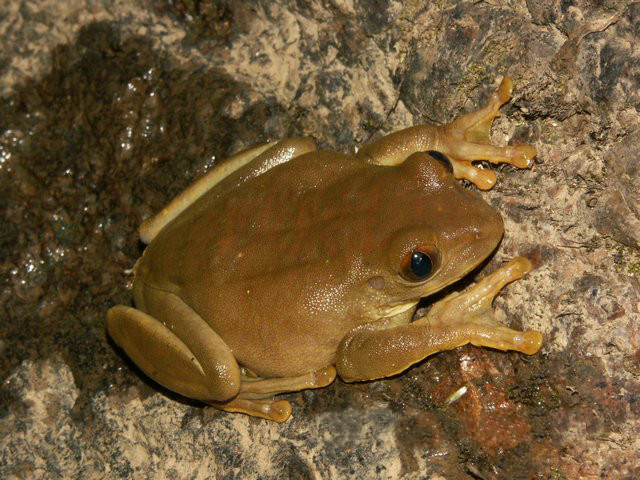
Leptopelis rufus

Les mâles mesurent de 45 à 55 mm et les femelles de 74 à 87 mm.

## Publication originale
- Reichenow, 1874 : Eine Sammlung Lurche und Kriechthiere von Westafrika. Archiv für Naturgeschichte, vol. 40, no 1, p. 287-298 (texte intégral).